# أيزو لامو جيرفي
64°01′N 26°15′E / 64.017°N 26.250°E
أيزو لامو جيرفي هي بحيرة متوسطة الحجم تقع في منطقة مستجمعات المياه الرئيسية سيكاجوكي، وهي تقع في منطقة بوهيانما الشمالية في فنلندا.